# Tramlijn 7 (Amsterdam)
 Tramlijn 7 is een tramlijn in Amsterdam op de route Azartplein – Weesperplein – Leidseplein – Sloterpark.

## Beknopte geschiedenis

### Eerste lijn
De eerste lijn werd ingesteld op 16 juni 1904 en reed tussen Centraal Station en Weesperzijde. Op 1 april 1905 werd de lijn vernummerd in lijn 8 (opgeheven in 1942). Reden voor de vernummering was het voornemen de lijn wegens economische gronden op te heffen (de lijn vormde sinds 19 januari 1905 een doublure met tramlijn 6) en het vrijgekomen lijnnummer toe te kennen aan een nieuwe lijn die oorspronkelijk het lijnnummer 8 zou krijgen. Het gemeenteraadslid Henri Polak wist echter met een royale meerderheid in de raad een motie tot behoud in te dienen waarbij in het voorstel het lijnnummer blanco was gebleven. Inmiddels was het vrijgekomen lijnnummer 7 al vergeven aan de nieuwe lijn en kreeg de behouden lijn het lijnnummer 8 wat door wethouder Heemskerk niet bezwaarlijk werd geacht omdat het maar een lokale lijn betrof. Tramlijn 6 werd weer ingekort tot de Mauritskade.

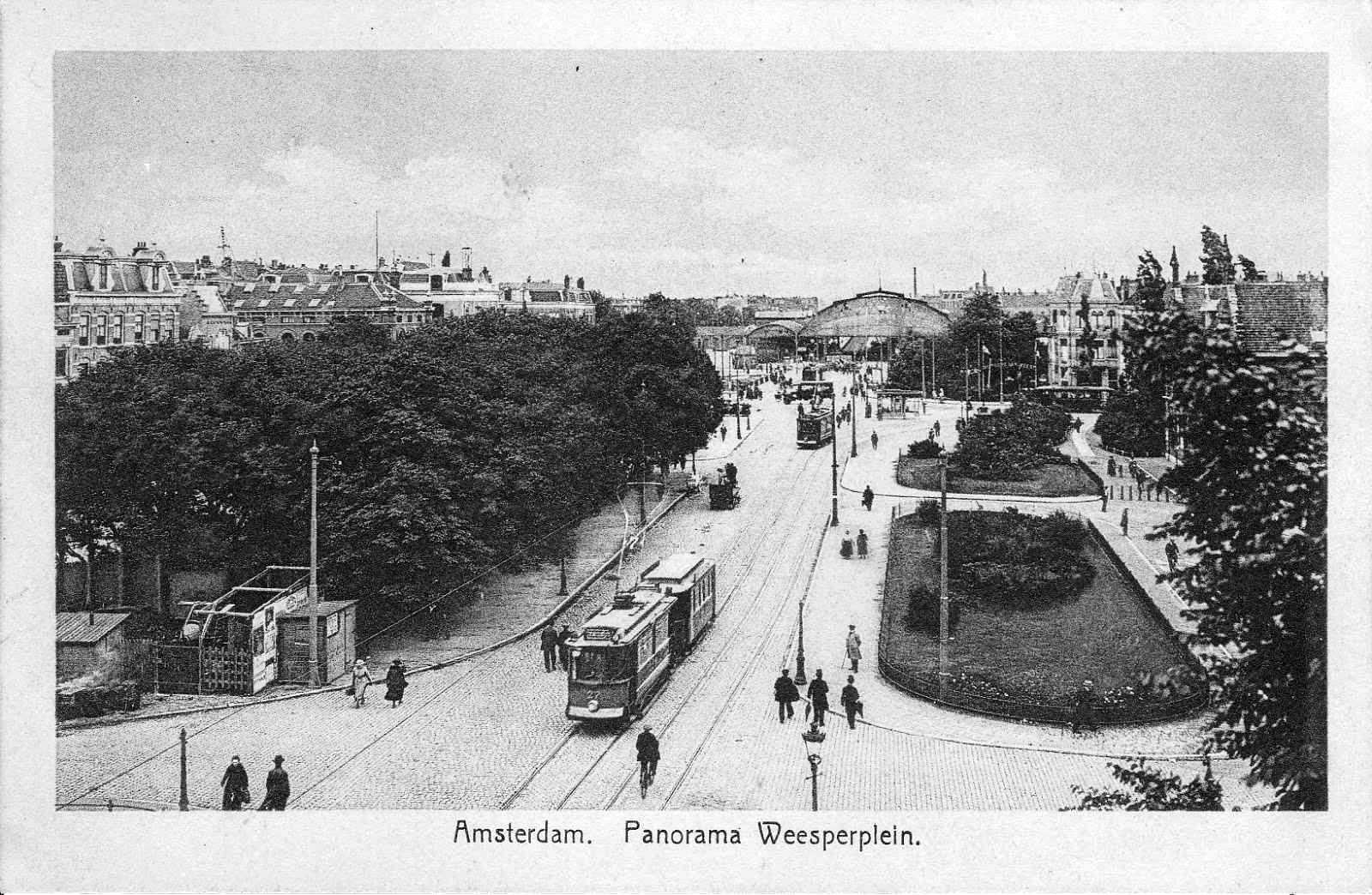
Lijn 7 op het Weesperplein, op de achtergrond het Weesperpoortstation; circa 1915.

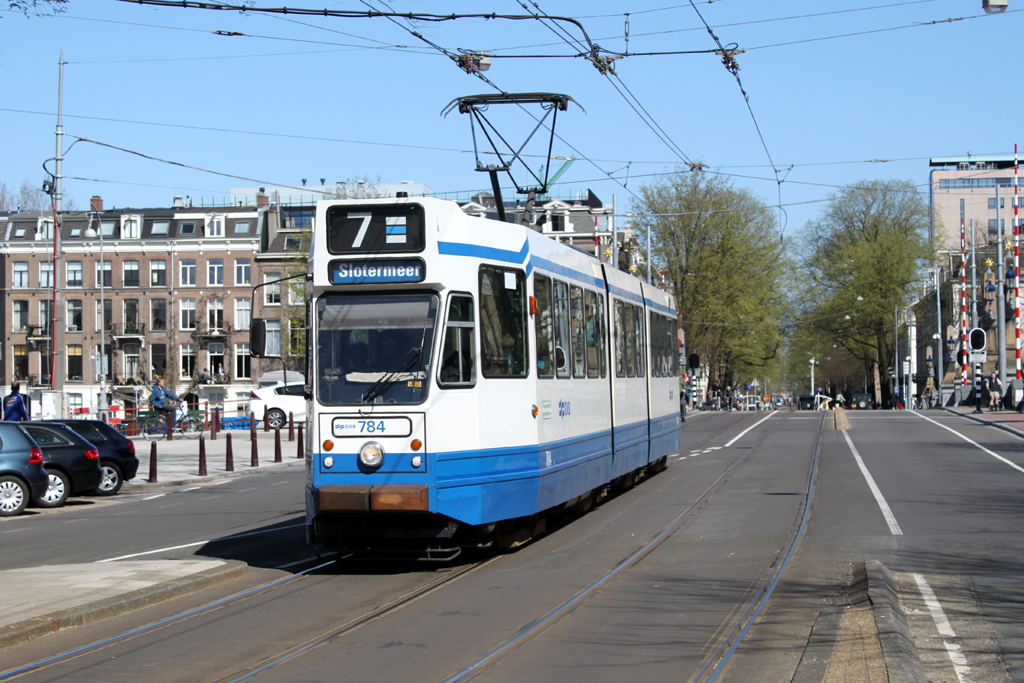
Lijn 7 in de Sarphatistraat, nabij de Hogesluis.

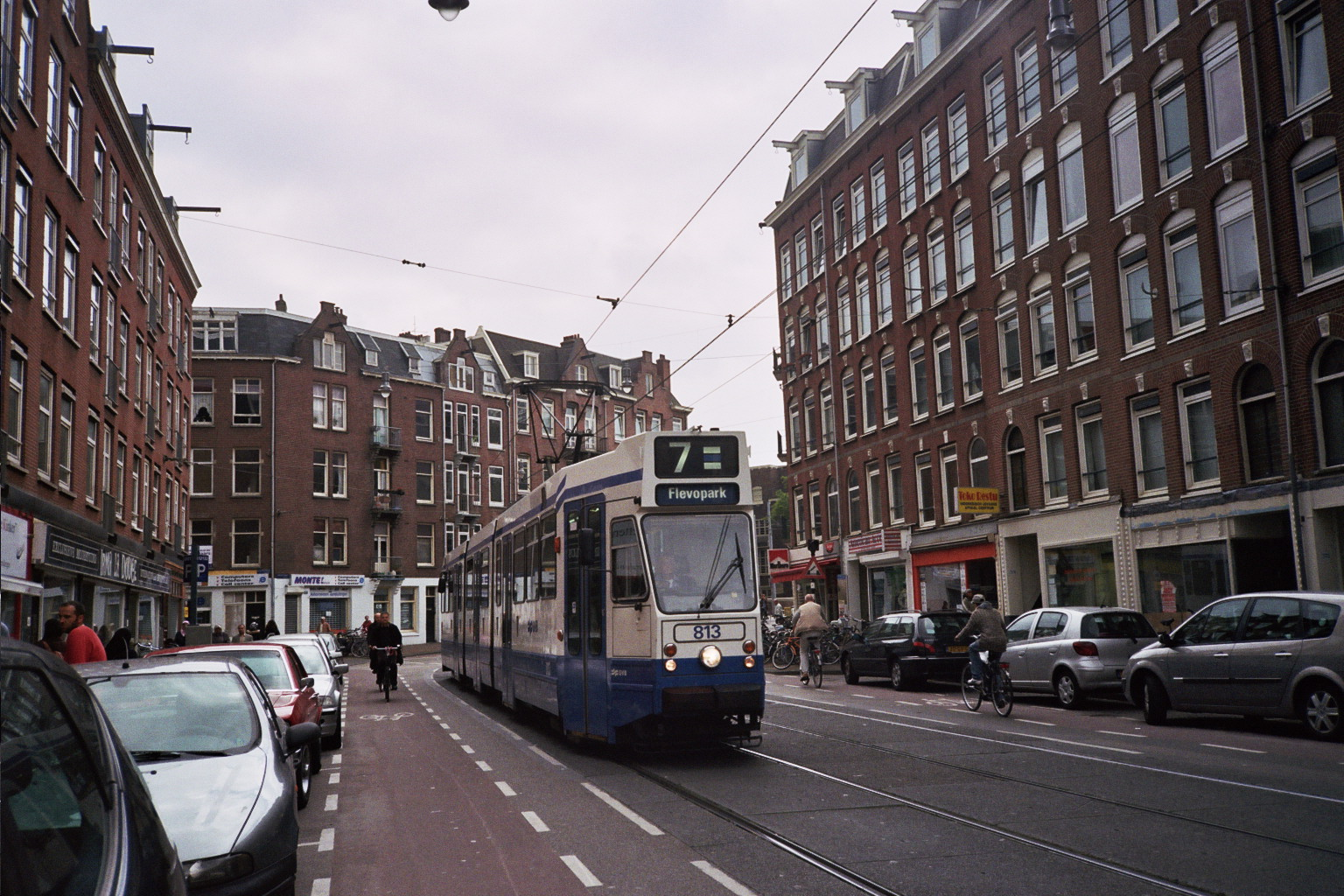
Lijn 7 in de Kinkerstraat.

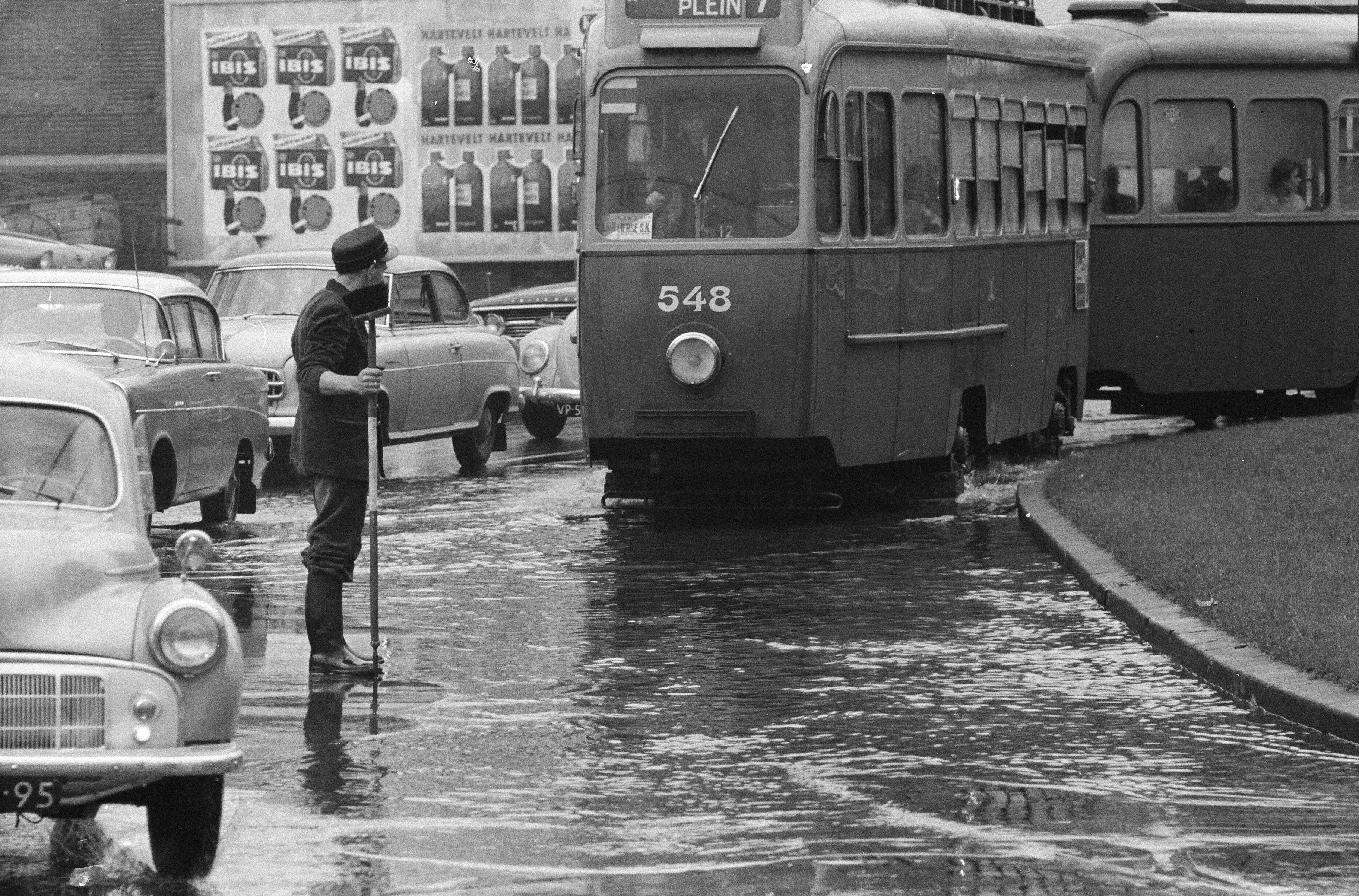
Een drieasser van lijn 7 op een overstroomd Weteringcircuit, 12 augustus 1960.

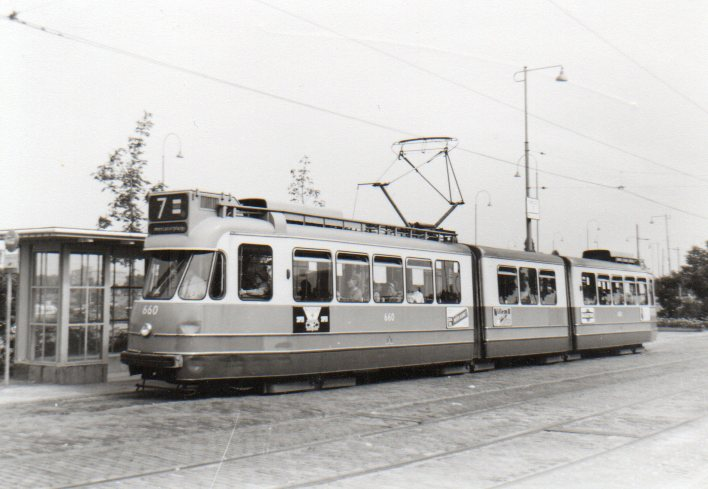
Van 1961 tot 1977 reed lijn 7 naar het Amstelstation.

### Huidige lijn
De huidige tramlijn 7 is de tweede lijn met dit nummer en werd op 1 april 1905 ingesteld en deze had toen de route: Kinkerstraat – Marnixstraat – Leidseplein – Weteringschans – Sarphatistraat – Weesperplein – Weesperstraat – J.D. Meijerplein. Hierin is de in 1875 ingestelde oudste paardetramlijn van Amsterdam opgenomen (Leidseplein – Plantage).
In 1905 / 1906 werd lijn 7 verlengd via Rapenburgerstraat – Rapenburgerplein – Kadijksplein – Kattenburgerkade – Mariniersplein. In 1913 weer ingekort tot Rapenburgerplein.
In 1924 werd lijn 7 verlengd via de Kinkerbrug naar de Witte de Withstraat. In 1927 verder verlengd via Jan Evertsenstraat naar Mercatorplein.
In 1926 werd de route Weesperplein – Rapenburgerplein verlaten en vervangen door de route Sarphatistraat – Roetersstraat – Plantage Kerklaan. Hiermee ruilde lijn 7 van route met de toenmalige lijn 19.
Vanaf 1931 werd de lus via Plantage Doklaan – Plantage Parklaan – Plantage Middenlaan bereden. Na hervatting van de dienst in 1945 reed de lijn tot 22 januari 1947 via de Postjesweg en Hoofdweg in plaats van de Witte de Withstraat omdat lijn 17 nog niet in exploitatie was genomen.
Vanaf 1961 werd vanaf het Weesperplein weer een andere route gevolgd. Nu ging lijn 7 via de door lijn 5 verlaten route via de Wibautstraat naar het Amstelstation. Van 20 februari 1967 tot 31 augustus 1968 werd de lijn in verband met werkzaamheden op het Rhijnspoorplein tijdelijk verlegd via de Nieuwe Amstelbrug evenals van 13 juli 1970 tot 8 augustus 1971. Als gevolg van de metrobouw werd lijn op 9 augustus 1971 definitief verlegd vanaf het Frederiksplein via Van Woustraat – Rijnstraat – Vrijheidslaan – Berlagebrug naar het Amstelstation. Volgens de nota Lijnen voor morgen zou lijn 7 worden omgezet in een buslijn maar dat ging door toedoen van de gemeenteraad niet door.
Bij de opening van de metro op 16 oktober 1977 nam de nieuwe lijn 12 de route naar het Amstelstation over en keerde lijn 7 terug op de route van voor 1961 naar de Plantage Parklaan. Sinds 1998 heeft lijn 7 de voordien bereden route van lijn 6 overgenomen vanaf de Sarphatistraat via de 's-Gravesandestraat – Oosterpark – Muiderpoortstation – Insulindeweg – Molukkenstraat – Javaplein.
In 1989 werd lijn 7 verlengd via de Hoofdweg naar het Bos en Lommerplein ter vervanging van de rechtgetrokken lijn 13.
In 2003 werd lijn 7 vanaf het Mercatorplein verlegd via het in de normale dienst niet bereden deel van de Hoofdweg naar het Surinameplein. De keerlus op het Bos en Lommerplein werd verwijderd omdat de rotonde een T-kruising werd.
In 2004 werd lijn 7 vanaf het Mercatorplein weer teruggelegd naar het Bos en Lommerplein en verlengd via de Bos en Lommerweg, Burgemeester De Vlugtlaan en Slotermeerlaan naar het Sloterpark. Deze verlenging was een noodgreep: de keerlus op het Bos en Lommerplein was vervallen door wijziging van de verkeersituatie ter plaatse en het stadsdeel Geuzenveld-Slotermeer stemde niet in met de aanleg van een nieuwe keerlus bij het metrostation Burgemeester De Vlugtlaan. Ook de optie van verlegging naar het circuit Antony Moddermanstraat vond geen doorgang gezien de aanlegkosten. Hierdoor vond van 2004-2018 overbediening plaats, doordat tussen Bos en Lommerplein en Sloterpark twee tramlijnen reden (7 en 14), en sinds 2006 ook nog op het grootste deel van het traject buslijn 21, waar met één tramlijn had kunnen worden volstaan.
In 2004 nam lijn 14 de route van lijn 10 over op de route Alexanderplein – Mauritskade – Borneostraat – Molukkenstraat en verder weer naar Flevopark. Ook lijn 7 ging toen vanaf het Muiderpoortstation over de hele lengte van de Insulindeweg naar het Flevopark.
Hiermee kreeg lijn 7 van 2004-2018 dezelfde eindpunten als lijn 14: Flevopark en Sloterpark, maar de ene lijn (7) ging via het Leidseplein en Weesperplein, de andere (14) via de Dam en Artis. De lijnen 7 en 14 waren toen de langste tramlijnen van Amsterdam (12,5 km).
Op 12 oktober 2017 verdween lijn 7 uit de Witte de Withstraat en Jan Evertsenstraat en werd verlegd over de Postjesweg en Hoofdweg waarbij het traject door de Witte de Withstraat buiten gebruik werd gesteld.
Op 22 juli 2018, de dag dat de exploitatie op de Noord/Zuidlijn startte, werd lijn 7 vanaf het Leidseplein verlegd over de vroegere route van lijn 10 naar het Azartplein. Lijn 1 heeft vanaf het Leidseplein het traject naar het Muiderpoortstation overgenomen en lijn 3 heeft het traject overgenomen tussen het Muiderpoortstation en Flevopark. 
Vanaf 29 maart 2026 keert de 7 weer terug naar het Flevopark 

### Trivia
- Tot 2017 reed tram 7 door de Witte de Withstraat. De hoek van de Jan Evertsenstraat / Witte de Withstraat was erg krap voor afbuigende trams. De boog van 90° was nauw bemeten; de Jan Evertsentraat heeft daar een versmalling. In de loop der jaren is menig auto klem komen te zitten tussen de tram en metalen paaltjes op het trottoir. In 1959 werd de boog verruimd waarbij de enkelsporige boog vanuit de Witte de Withstraat naar de Admiraal de Ruijterweg verdween. In de jaren 80 heeft men de verkeerssituatie zo aangepast dat er niet tegelijk een tram en een voertuig naast elkaar konden staan bij het stoplicht, voordat de tram rechts af kan slaan. Ook is de boog van de tram toen iets verruimd.
- De lijn wisselde nogal eens van exploitatieremise. In de begintijd werd gereden vanuit de remise Tollensstraat en remise Roetersstraat en daarna tot 1973, van 1998-2006 en sinds 2018 vanuit de remise Havenstraat en van 1973-1998 en van 2006-2018 vanuit de remise Lekstraat.
- Tram 7 wordt ook wel de "markttram" genoemd doordat deze zeven Amsterdamse markten passeert: de markt op Zeeburg (C.van Eesterenlaan op ongeveer 250 meter afstand), de Dappermarkt (op ongeveer 350 meter afstand), de Albert Cuypmarkt (op ongeveer 350 meter afstand), de Ten Katemarkt, de Vespuccimarkt, de Mercatormarkt en de markt op Plein '40-'45.